# Insidious: Chapter 3
Insidious: Chapter 3 (también llamada La noche del demonio: Capítulo 3 en Hispanoamérica o Insidious: Capítulo 3 en España) es una película de terror y sobrenatural escrita y dirigida por Leigh Whannell en su debut como director. Es la tercera entrega de la franquicia de Insidious, y la primera en términos de cronología, con los protagonistas Lin Shaye, Dermot Mulroney, Stefanie Scott, Leigh Whannell y Angus Sampson.  La película fue lanzada el 5 de junio de 2015 por Focus Features.

## Argumento
En 2008, Elise Rainier (Lin Shaye) acepta a regañadientes utilizar su capacidad de ponerse en contacto con los muertos a fin de ayudar a Quinn Brenner (Stefanie Scott), una adolescente cuya madre Lillith (Ele Keats) murió recientemente. Quinn cree que su madre trató de contactar con ella a través del mundo de los espíritus, por lo que visita a Elise para tratar de comunicarse con ella. Elise es incapaz de completar la lectura; pues una presencia demoníaca trata de acabar con la vida de ella. Le advierte a Quinn: si tú llamas a un muerto, todos te oirán. En ese momento, Quinn le confiesa que había tratado de contactar a su madre por sí misma, lo que deja intranquila a Elise.
Poco después de la lectura, Quinn empieza a escuchar ruidos por la noche y nota más sucesos paranormales. Asiste a una audición para acceder a una Academia de Teatro en Nueva York, donde antes de presentarse, nota una figura mirándola desde los bastidores. Esto entorpece su audición y es incapaz de acabarla como ella desea. 
Esa noche, Quinn se encuentra con su amiga Maggie (Hayley Kiyoko) y la primera se queja de arruinar su audición. Después de una corta conversación, cruzan la calle y Quinn ve a la misma figura mirándola y se queda paralizada, causando así que la atropellen. Quinn queda en silla de ruedas, pues sus dos piernas quedan rotas. Su padre, Sean (Dermot Mulroney), la deja en la cama con una campana por si lo necesita. Más tarde, en la noche, escucha un golpe en su pared y, asumiendo que es su vecino Héctor (Ashton Moio), ella golpea dos veces. Él la copia y ella toca el patrón Shave and a Haircut. Él lo termina, Quinn le manda un mensaje a Héctor y él le revela que no está en su casa. Temiendo que haya alguien más en la casa, apaga la luz y se acuesta. La campana suena por sí sola, y su padre entra a la habitación.
Estas actividades paranormales ocurren cada vez con más frecuencia y se observa que el ente es un cuerpo demoníaco con una máscara de oxígeno, haciendo un sepulcral ruido traqueteo. Sean la encuentra fuera de su cama, en el piso, y sigue las pisadas ensangrentadas que conducen a una ventana rota. Él mira al vacío y ve a un hombre tirado en el pavimento como si se hubiera suicidado saltando desde allí. Después, Quinn trata de ver por el borde de la ventana y el demonio la agarra y trata de tirarla. Sean la salva, pero se daña el cuello. Sean trata de ponerse en contacto con Elise, que acaba asintiendo, pero en el momento en que ella entra en el reino espiritual (al que ella llama El más allá) se encuentra asustada, y el demonio de Parker Craine/La Novia de Negro casi la mata. Ella es traída de vuelta al mundo de los vivos, aterrorizada, y se rehúsa a continuar. Sean no tiene opción de llamar a alguien más que a un par de blogueros: Specs y Tucker. Mientras tanto Elise busca consuelo en su amigo Carl, el cual tiene su mismo don, quien le asegura que es mucho más fuerte de lo que ella cree porque está viva.
Después de una terrorífica experiencia con Quinn y su demonio, Specs y Tucker tratan de salir del caso, pero Elise, quien ahora está complaciente de ayudar, aparece en el momento en el que éstos osan a irse. Elise les revela que el demonio, conocido como "El hombre que no puede respirar", no es como los otros con los que ella se ha encontrado, porque la mayoría de los demonios buscan un cuerpo y tratan de poseerlo para poder vivir otra vez, pero, el demonio de la Máscara de Oxígeno, escoge arrastrar almas puras y retenerlas ahí para torturarlas. Elise supera a la Dama de Negro y también libera el espíritu de una chica que el demonio de Quinn había atrapado años atrás. Ella se encuentra con su marido Jack (quien había muerto hace un año) y le dice que deje todo y se suicide para estar con él, pero sabiendo que él nunca le diría algo así, le corta los ojos, resultando ser el demonio (el que no respira), pero a medida que escapa se encuentra con una versión sin rostro y sin extremidades de Quinn. Esta versión resulta ser la mitad del alma de Quinn que el demonio controla. Elise regresa al mundo de los vivos y les dice al grupo que esta parte de la batalla debe ser peleada solo por Quinn. Todos la agarran de las manos, en principio se muestra que está perdiendo la batalla contra el demonio, cuando su versión alternativa gana cada vez más extremidades. Elise comienza a oír una voz en el mundo de los vivos, llevándola al diario de Quinn, revelando una carta que Lillith quería que ella viera antes de que se graduara. El poder de esta carta ayuda a guiar a Lillith para salvar a Quinn y derrotar al demonio, regresándola al mundo de los vivos. Lillith la deja con algunas palabras de despedida (que ella siempre estará al lado de su hija) y la familia finalmente vuelve a estar unida, mientras Specs y Tucker se unen a Elise para hacer frente a otras perturbaciones sobrenaturales. 
Elise llega a casa y encuentra que el espíritu de su marido ha dejado su suéter en la cama. Abrumada de emoción, ella sostiene su suéter cerca (sabiendo que él está siempre a su lado). Pero luego, su perro empieza a ladrar a la oscuridad. Elise se aproxima a la zona a la que le está ladrando, viendo una pequeña cara en la puerta. Se hace plano de nuevo a la cara de Elise, antes de que el demonio rojo aparezca a su lado.

## Producción
El 15 de septiembre de 2013, una tercera película de la serie se anunció con Leigh Whannell firmó un contrato para volver como escritor mientras Jason Blum y Oren Peli se establecen también para producir. Cuando se le preguntó acerca de regresar para otra secuela, el actor Patrick Wilson se fue diciendo que "no sabe dónde más podría ir", y que Josh Lambert ha sido a través del escurridor, y creo que la película lo pone bien al final [...] Y eso es genial, eso es lo que debe terminar." El 13 de noviembre de 2013, se anunció Focus Features y Stage 6 Films se estrenará la película el 29 de mayo de 2015. El 11 de marzo de 2014, Rant Pantalla informó que la tercera película no se centrará en la familia Lambert, pero se centrará en una nueva familia y la historia, y no se conectará a la última escena de la segunda película y ambos Whannell y Sampson regresará como cazadores de fantasmas Especificaciones y Tucker junto con Lin Shaye como Elise. El 7 de mayo de 2014, Wan hizo un Tuit diciendo que Whannell dirigirá la tercera película, que marcará su debut como director. En junio de 2014, Stefanie Scott y Dermot Mulroney fueron emitidos en la película.

## Rodaje
El rodaje comenzó el 9 de julio de 2014. Una primera imagen de este fue estrenada el 22 de julio de 2014.

## Reparto
- Lin Shaye como Elise Rainier.
- Dermot Mulroney como Sean Brenner.
- Stefanie Scott como Quinn Brenner.
- Steve Coulter como Carl.
- Leigh Whannell como Specs.
- Angus Sampson como Tucker.
- Hayley Kiyoko como Maggie.
- Ashton Moio como Héctor.
- Ele Keats como Lillith Brenner.
- Michael Reid MacKay como Sibilancias Demon.
- Tate Berney como Alex.
- Anne Bergstedt Jordanova como Vecino.
- Amaris Davidson as Enfermera.
- Anna Ross como Adolescente drogadicto muerto.
- Phil Abrams como Mel.
- Taylor John Smith como Adolescente.
- Ruben Garfias como Ernesto.
- Patrick Wilson como Josh Lambert.

## Premios
| Año  | Premios                | Categoría                   | Resultado |
| ---- | ---------------------- | --------------------------- | --------- |
| 2016 | People's Choice Awards | Película de terror favorita | Nominada  |